# سفرنامه
سفرنامه‌ها گنجینه‌هایی از تجربه‌ها، خاطره‌ها و مشاهداتِ شخصی هستند که در قالبِ نوشته‌هایی جذاب و خواندنی به‌جا مانده‌اند. این آثار نه‌تنها روایتگرِ سفرهای فردیِ نویسندگان‌اند، بلکه گاه به‌عنوانِ سندهای تاریخی، جغرافیایی و فرهنگی نیز موردِ توجه قرار می‌گیرند. از سفرنامه‌های مشهورِ جهان می‌توان به نوشته‌های ابن‌بَطوطه، مارکوپولو و ناصرخسرو اشاره کرد که هرکدام گوشه‌ای از جهانِ ناشناخته‌ی زمانِ خود را به تصویر کشیده‌اند.  
یکی از ویژگی‌های برجسته‌ی سفرنامه‌ها، توصیفِ دقیقِ مکان‌ها، آداب‌ورسوم و رویدادهایی است که نویسنده در طولِ مسیر با آن‌ها روبه‌رو شده است. این توصیفات گاه چنان زنده و پرجزئیات هستند که خواننده خود را در آن فضا و زمان احساس می‌کند. علاوه‌براین، سفرنامه‌ها اغلب حاویِ تحلیل‌ها و برداشت‌های شخصیِ نویسنده از فرهنگ‌ها و تمدن‌های مختلف‌اند، که این امر به غِنای آن‌ها می‌افزاید.  
سفرنامه‌نویسی تنها به ثبتِ وقایع محدود نمی‌شود، بلکه هنری است که در آن نویسنده باید بتواند بینِ واقعیت و تخیل، توصیف و تحلیل، و شخصی‌سازی و کلی‌نگری تعادل برقرار کند. همین ویژگی‌هاست که برخی از سفرنامه‌ها را به آثاری ادبی و ماندگار تبدیل کرده است. برای نمونه، سفرنامه‌ی خَسی در میقات اثرِ جلال آل احمد ترکیبی است از طنز، نقد اجتماعی و مشاهداتِ دقیق.  
در دورانِ معاصر، با گسترشِ سفر و توسعه‌ی رسانه‌ها، سفرنامه‌نویسی نیز شکل‌های جدیدی به خود گرفته است. امروزه تارنوشت‌ها، شبکه‌های اجتماعی و مستندهای تصویری نیز به‌عنوانِ قالب‌های نوین سفرنامه موردِ استفاده قرار می‌گیرند. بااین‌حال، اصلِ هدفِ سفرنامه‌ها—یعنی انتقالِ تجربه و دانش—همان‌گونه باقی مانده است.  
خواندنِ سفرنامه‌ها نه‌تنها ما را با جهان‌های ناشناخته آشنا می‌کند، بلکه پنجره‌ای به رویِ دیدگاه‌ها و اندیشه‌های نویسندگانِ مختلف می‌گشاید. این آثار به ما یادآوری می‌کنند که سفر تنها جابه‌جاییِ جسم نیست، بلکه سفری در عمقِ فرهنگ‌ها، تاریخ و انسان‌هاست. ازاین‌رو، سفرنامه‌ها همواره به‌عنوانِ منابعی ارزشمند برای پژوهشگران و علاقه‌مندان به تاریخ و ادبیات موردِ توجه بوده‌اند.

## سفرنامه‌های معروف

### ایرانی
- سفرنامه ناصرخسرو
- سفرنامه حاجی سیاح محلاتی
- سفرنامه حاج ایاز خان قشقایی
- سفرنامه محمدعلی معین‌السلطنه
- سفرنامه میرزا ابوالحسن شیرازی مشهور به ایلچی
- سفرنامه میرزا صالح شیرازی
- سفرنامه حج ۱۳۴۳ شمسی «خَسی در میقات» از جلال آل احمد
- سفرنامه رضاقلی میرزا
- سفرنامه ابوطالب غفاری مشهور به امین الدوله
- سفرنامه خوزستان رضاشاه پهلوی
- سفرنامه برادران امیدوار
- سیاحتنامه ابراهیم‌بیگ
- سفرنامه عبداللطیف موسوی شوشتری
- سفرنامه علی‌خان امین‌الدوله
- سفرنامه‌ی خوزستان و مازندران رضاشاه

### غیر ایرانی
- سفرنامه مارکوپولو
- سفرنامه پیترو دلاواله
- سفرنامه ژان باتیست تاورنیه
- سفرنامه ماژلان
- سفرنامه ژان دیولافوا
- سفرنامه ابن بطوطه
- سفرنامه ابن فضلان
- سفرنامه ژان شاردن
- سفرنامه فرد ریچاردز
- سفرنامه کلاویخو
- سفرنامه کارری
- سفرنامه ژاک دمورگان
- سفرنامه سانسون
- سفرنامه جکسن

## سفرنامه نویسان معاصر ایرانی
- دکتر محمدعلی ندوشن
- دکتر منوچهر ستوده بایگانی‌شده  در ۳۱ دسامبر ۲۰۱۳ توسط Wayback Machine
- دکتر باستانی پاریزی

## ‌زنان سفرنامه‌نویس
در دورهٔ قاجار، سهم زنان از سفر فقط سفرهای زیارتی بود و طبق اسناد، کمتر فرصتی پیش می‌آمد تا زنان قاجار کشورهای دیگر جهان را هم ببینند. در چنین پس‌زمینه‌ای، سفرنامه‌هایی که به دست زنان ایرانی آن دوره نوشته شده و به دست ما رسیده، اغلب به سفرنامه‌های زیارتی محدود می‌شود. تعداد زیادی از این سفرنامه‌ها به شکل نسخه‌های دست‌نویس در کتابخانهٔ ملی ایران و کتابخانه‌های دیگری در جهان نگهداری می‌شود.
در دورهٔ معاصر، تعدادی از سفرنامه‌های زنان ویرایش شده و به چاپ رسیده و مقاله‌هایی هم راجع به سفرنامه‌های حج زنان نوشته شده است، هرچند به نظر می‌رسد تازه در آغاز راه بررسی تاریخ و جامعه و فرهنگ ایرانی از دریچهٔ نگاه زنان سفرنامه‌نویس ایستاده‌ایم. در مجموعهٔ ده‌جلدی سفرنامه‌های حج قاجاری، متن هشتاد سفرنامهٔ حج از مردان و زنان قاجاری به کوشش رسول جعفریان گردآوری شده و انتشارات علم منتشرش کرده است. نشر اطراف هم دو سفرنامه منتشر کرده که به قلم زنان نوشته شده‌اند که با عنوان‌های «چادر کردیم رفتیم تماشا» و «سه روز به آخر دریا» منتشر شده‌اند. «چادر کردیم رفتیم تماشا» را «عالیه‌خانم شیرازی» هم‌زمان با حکومت ناصرالدین‌شاه نوشته و «سه روز به آخر دریا» نامهٔ سفر حج خانمی است که نامش را نمی‌دانیم، اما می‌دانیم نوهٔ فتحعلی‌شاه و همسر حاکم طبس عمادالملک بوده است.

## ادبیات بریتانیا
ادبیات انگلیسی در قرن نوزدهم به دلیل سفرنامه‌هایی که دربارهٔ ایران نوشته شد، بسیار غنی گشت. نویسندگان بسیاری از این سفرنامه‌ها کسانی بودند که صرفاً از ایران عبور می‌کردند یعنی از مأموران لشکری و کشوری بودند که از بریتانیا به هندوستان می‌رفتند یا از هندوستان به بریتانیا بازمی‌گشتند.